# Сенджишов Малополски
Сенджѝшов Малопо̀лски или Сенджишув Малополски (на полски: Sędziszów Małopolski) е град в Югоизточна Полша, Подкарпатско войводство, Ропчишко-Сенджишовски окръг. Административен център е на градско-селската Сенджишовска община. Заема площ от 9,96 км2.

## Население
Според данни от полската Централна статистическа служба, към 1 януари 2014 г. населението на града възлиза на 7 492 души. Гъстотата е 752 души/км2.